# 佩里娜·拉丰
佩里娜·拉丰（法語：Perrine Laffont，1998年10月28日—）生于阿列日省拉沃拉内，是一名法国女子自由式滑雪运动员，主攻雪上技巧，就读于萨瓦大学。拉丰在二岁时开始接触滑雪，五岁时开始练习自由式滑雪，先前她兼项练习高山滑雪和雪上技巧，2012年开始，她放弃高山滑雪，专攻自由式滑雪。2014年初，她在加拿大卡尔加里完成了个人的世界杯分站赛首秀，不久之后便入选索契冬奥阵容，成为该届冬奥法国代表团年龄最小的运动员。